# Death metal
Death metal là một nhánh của heavy metal. Nó đặc trưng bởi tiếng guitar bị bóp méo nặng, growl vocal thấp, trống blast beat, và cấu trúc ca khúc phức tạp với nhiều thay đổi về nhịp điệu.
Được xây dựng dựa trên tốc độ và sự phức tạp của thrash metal, death metal bắt đầu nổi lên vào giữa thập niên 1980. Nó lấy cảm hứng chính từ những ban nhạc thrash như Slayer, Kreator và Celtic Frost. Cùng với Death và thủ lĩnh Chuck Schuldiner (người thường được cho là "cha đẻ của death metal"), những ban nhạc như Possessed, Obituary, Deicide và Morbid Angel thường được cho là những người đi tiên phong cho thể loại này. Cuối thập niên 1980 và đầu thập niên 1990, các ban nhạc death metal gây được nhiều sự chú ý từ phía truyền thông khi được các hãng đĩa như Earache Records và Roadrunner Records nhanh chóng ký hợp đồng.
Kể từ đó, death metal được đa dạng hóa, sản sinh nhiều dạng phân nhánh. Melodic death metal kết hợp death metal với các yếu tố của New Wave of British Heavy Metal, và nhấn mạnh vào giai điệu. Technical death metal là phong cách phức tạp, với time signature (nhịp) và giai điệu khác thường. Death/doom trộn giọng death growl trầm với sự nhịp độ chậm và không khí u sầu của doom metal. Deathgrind, goregrind và pornogrind phối hợp death metal với sự mãnh liệt, tốc độ và ngắn gọn của grindcore. Deathcore kết hợp death metal với các nét của metalcore.

## Đặc điểm

### Nhạc cụ
Thiết lập thường sử dụng trong death metal là hai ghita điện, một ghita bass, một hát chính và một dàn trống hầu hết dùng trống bass đôi hoặc một trống bass với một đôi pedal. Mặc dù đây là thiết lập tiêu chuẩn, có những ban nhạc kết hợp những nhạc cụ khác như keyboard điện tử.
Thể loại này thường được nhận ra bởi tốc độ, guitar được chỉnh downtune và bóp méo, chơi bằng những kỹ thuật như palm muting và tremolo picking. Bộ gõ thường xuyên nhanh và sôi nổi; blast beat, bass đôi và những mẫu trống cực kỳ nhanh thường xuyên thêm vào sự tàn bạo cho thể loại này.
Death metal được biết đến với nhịp điệu rời rạc, khóa nhạc thay đổi, cũng như ghita và trống nhanh và phức tạp. Death metal có thể bao gồm chromatic chord progressions và cấu trúc ca khúc thay đổi, hiếm khi sử dụng sự sắp xếp verse-chorus tiêu chuẩn. Những thành phần đó làm nổi bật lên sự phát triển của chủ đề và nhạc tố.

### Giọng và lời
Giọng death metal thường là guttural roar, grunt, snarl và low gurgle thường được biết đến với cái tên death growl. Mặc dù thường xuyên bị chỉ trích, death growl phù hợp với nội dung hung bạo của death metal.
Chủ đề của death metal thường dẫn từ các bộ phim bạo lực, nhưng cũng được mở rộng ra các chủ đề như Satan giáo, chống tín ngưỡng, thuyết huyền bí, thuyết thần bí, triết lý, bình luận xã hội. Một vài người tham gia vào thuyết huyền bí, thuyết thần bí, hoặc Satan giáo. Mặc dù bạo lực là chủ đề của nhiều thể loại khác, death metal đi vào chi tiết những hành động, bao gồm cắt xẻo, mỏ xẻ, tra tấn, cưỡng hiếp và bệnh hoạn. Nhà xã hội học Keith Kahn-Harris bình luận sự ca tụng bạo lực có thể xếp vào một dạng "mê hoặc" với cơ thể người mà mức độ khác nhau ở mỗi người, một sự mê muội pha trộn sự thèm muốn và sự phẫn nộ. Ngoài ra những nghệ sĩ đóng góp cho thể loại này thường bảo vệ death metal như một dạng đặc biệt của nghệ thuật và giải trí, gần với phim kinh dị.